# Ben Briscoe
Ben Briscoe (irisch Beircheart Brioscú; * 11. März 1934 in Dublin; † 10. Juli 2023 ebenda) war ein irischer Politiker und langjähriger Abgeordneter (Teachta Dála) im Unterhaus des irischen Parlaments.

## Werdegang
Briscoe besuchte das Saint Andrew's College in Dublin und studierte an der Northeastern University in Boston. Er wurde 1965 erstmals für die Fianna Fáil in den Dáil Éireann gewählt und nahm damit den Platz seines Vaters Robert Briscoe ein. Dieser hatte nach 38 Jahren im Dáil Éireann bei den Wahlen 1965 nicht mehr kandidiert. Ben Briscoe gehörte dem Dáil bis 2002 an.
Von Juli 1988 bis Juli 1989 bekleidete er das Amt des Oberbürgermeisters von Dublin (Lord Mayor of Dublin). Bereits sein Vater hatte dieses Amt von 1956 bis 1957 sowie von 1961 bis 1962 innegehabt.